# Jean-Paul-Égide Martini

J. P. E. Martini

Jean-Paul-Égide Martini (* 31. August 1741 in Freystadt, Oberpfalz, Kurfürstentum Bayern; † 14. Februar 1816 in Paris; gebürtig Johann Paul Aegidius Martin; auch genannt Johann Paul Ägidius Schwarzendorf sowie Martini il Tedesco) war ein deutsch-französischer Komponist.

## Leben
Martinis Eltern waren der Schullehrer und Organist Andreas Martin und dessen Frau Barbara, die starb, als Johann sechs Jahre alt war. Martini kam zunächst auf das Jesuiten-Seminar nach Neuburg an der Donau, wo er bereits mit elf Jahren als Organist tätig war. Danach zog er nach Freiburg im Breisgau, um Philosophie zu studieren, doch brach er dieses Studium bald ab, weil er sich mehr der Musik verbunden fühlte. Auf der darauffolgenden Wanderschaft nahm er den Decknamen Schwarzendorf an. 1760 kam er ins lothringische Nancy, wo er zu seinem Familiennamen in der italienisierten Form Martini zurückkehrte und 1764 Marguerite Camelot heiratete, die ebenfalls einer Organistenfamilie entstammte. Von 1768 bis 1772 war er Sous-lieutenant à la Suite (Überzählig) im Régiment de Chamborant Houzards. Seine größten Erfolge erzielte Martini nach seinem Umzug nach Paris, wo er vor allem Opern und Marschmusik komponierte. Seine Werke wurden zur Unterscheidung von dem italienischen Komponisten Giovanni Battista Martini unter dem Namen Martini il Tedesco („der Deutsche“) verlegt. 1788 wurde er gegen eine Zuzahlung von 16.000 Livres zum Surintendant de la musique du roi als Hofmusiker mit Zuständigkeit für Kirchenmusik und zugleich Intendant der wichtigsten Pariser Bühnen designiert und sollte diese Ämter nach dem Tod seines Vorgängers antreten.
Der Ausbruch der Französischen Revolution verhinderte dies, Martini verlor mit dem Fall der Monarchie 1792 seine Ämter und floh vor den Unruhen nach Lyon. 1796 erhielt er dann durch das Direktorium zwar wieder eine Anstellung am Conservatoire de Musique, doch waren die dort komponierten Opern wenig erfolgreich, so dass er 1802 während des Konsulats erneut entlassen wurde. In der Folge widmete er sich der Kirchenmusik und verfasste eine dreibändige Orgelschule. Als er bereits die 70 überschritten hatte, erlebte er die Restauration und die Rückkehr der Bourbonen. 1814 wurde er durch König Ludwig XVIII. endlich in die bereits 1788 zugesagte Stellung des Surintendant de la musique du Roi berufen. Er komponierte zuletzt noch ein Requiem zu Ehren des hingerichteten Königs Ludwig XVI., das zur Bestattung der Überreste des früheren Königs am 21. Januar 1815 in der Kathedrale von Saint-Denis uraufgeführt wurde. Nur wenige Tage nach einer weiteren Aufführung des Requiems zum 23. Todestag Louis’ XVI. am 21. Januar 1816 starb Martini in Paris. Martini selbst wurde ein prunkvolles Begräbnis auf dem Friedhof Père-Lachaise zuteil. Das Ehrengrab ist allerdings nicht mehr erhalten, da die Konzession nicht weiter gezahlt wurde.

## Bedeutung
Martinis Werke fanden bei seinen Zeitgenossen wechselnde Anerkennung. Einige seiner Opern, darunter L’Amoureux de quinze ans (1771) und Le Droit du Seigneur (1783), waren sehr erfolgreich und blieben lange populär. Andere Opern, besonders aus der Revolutionszeit, fielen beim Publikum durch. Verdienste erwarb er sich um die Reform der französischen Militärmusik, die er mit deutschen Elementen bereicherte. Geschätzt waren auch seine Lieder, die sich durch gefühlvolle Melodik und selbstständige Begleitung auszeichnen, und seine Kirchenmusik. François-Joseph Fétis urteilte, dass er ein bedeutendes Talent hatte, ihn aber der Mangel an systematischer Ausbildung an der Vollendung ausgefeilter Kunstwerke hinderte.
Moderne Aufführungen seiner Werke, etwa beim Festival Martini – Schwarzendorf 1957 in Nancy, bei den Martini-Festivals 2002 und 2016 in Freystadt oder durch die Neuburger Kammeroper 2005, blieben singulär und führten bislang nicht zu einer nachhaltigen Etablierung von Martinis Werken auf den Bühnen oder Konzertpodien. Einspielungen seiner Werke auf Tonträger lagen bis vor kurzem nahezu nicht vor, sein Requiem für Louis XVI. wurde allerdings in jüngerer Zeit mehrfach auf CD veröffentlicht. Somit bleibt Martinis Nachruhm überwiegend auf einem einzigen Lied begründet: dem unsterblichen Plaisir d’amour.

## Werke (Auswahl)
Das internationale Online-Quellenverzeichnis der Musik RISM enthält 329 Nummern mit Kompositionen und Titeln Martinis, zum Teil mit Incipits, darunter befinden sich Opern und zahlreiche Opernarrangements, teils vom Komponisten selbst erstellt. Es sind dies Klavierauszüge, Auszüge für Gesang und Klavier, Gesang und Gitarre, Gesang und Harfe. Angezeigt werden Kompositionen unter Titeln wie Duo, Chanson, Romances, Air oder Ariette.
Daneben stehen nicht wenige geistliche Werke wie zum Beispiel eine Messe Solemnelle für großen Chor und großes Orchester, 4- und 5-stimmige geistliche Gesänge, Choräle, Hymnen sowie pädagogische Werke für Orgel oder Gesang. Martinis Werke werden international in zahlreichen Bibliotheken und Orten von Amerika bis Russland, Italien bis Schweden, Frankreich und Deutschland und anderen aufbewahrt. Fundorte und mehr verzeichnet RISM.
Opern
- La Convalescence de Thémire (Gaultier), diveritssement in 1 Akt (20. Februar 1765 Fléville)
- L’Amoureux de quinze ans (La double fête) op. 7, Opera comique in 3 Akten, Uraufführung 18. April 1771 (Partitur – Internet Archive; Libretto in deutscher Sprache)
- Le Nouveau-né (Pierre Laujon), comédie mêlée d’ariettes in 3 Akten (1772 Chantilly)
- Le Fermier cru sourd ou Les Méfiances (Pierre Laujon), comédie mêlée d’ariettes in 3 Akten (7. Dezember 1772 Paris, Comédie-Italienne, Bourgogne)
- Le Rendez-vous bien employé (Louis Anseaume), comédie-parade in 1 Akt (10. Februar 1774 Paris, Comédie-Italienne, Bourgogne)
- Henry IV, Drame Lyrique in 3 Akten, 14. November 1774
- Le Droit du Seigneur, Oper in 3 Akten, 1783
- L’Amant Sylphe ou La Féerie de l’amour (Antoine-François Quétant), comédie mêlée d’ariettes in 3 Akten (24. Oktober 1783 Fontainebleau)
- Annette et Lubin, Opera comique in 1 Akt, Text: Charles-Simon Favart, 6. Februar 1789 (Partitur – Internet Archive)
- Sapho, Tragédie in 3 Akten, Text: Constance-Marie Pipelet de Leury, Paris 12. Dezember 1794
- Sophie de Pierrefeu ou Le Sésastre de Messine (Jacques-Antoine de Révéroni Saint-Cyr), drame lyrique/fait historique in 3 Akten (1797/98, nicht aufgeführt)
- Ziméo (Jean-Baptiste Lourdet de Santerre), Oper in 3 Akten (16. Oktober 1800 Paris, Feydeau)
- La Maison louée ou La Maison à deux maîtres (François-Georges Desfontaines-Lavallée), comédie mêlée d’ariettes in 3 Akten (30. August 1806 Paris, Opéra-comique, Feydeau)

Kirchenmusik
- Messe Solemnelle für großen Chor und großes Orchester
- Messe des morts à grand orchestre 1815
- 8 Messen Nr. 1–8

Psalmen
- Te Deum Concert spirituel 1790 (verloren)
- Te Deum 1809
- Domine salvum fac Imperatore Napoleonem 1809
- 6 psaumes 1805
- Salutaris hostia 1809
- 6 salutaris hostia 1815
- Deus Deus meus 1815
- Domine in virtute tua 1815
- Domine salvum fa regem 1815
- Ecce sacerdos magnus 1815
- Laudate Dominum 1815
- Laudate pueri Dominum 1815

Orchesterwerke
- Sinfonie D-Dur – 2 Ob, 2 Hr, Str (1768)
- 6 Sinfonien für Streicher (1768)
- 6 trios à grand orchestre (1770)
- Suite d’airs (1773)
- Symphonie, perf. (1775)
- Allegretto in: François-Charlemagne Lefebvre, Héro et Leander (1799)
- Danse militaire et villageois (1807)

Werke für Blasorchester (Orchestre d’Harmonie)
- Hymne pour le Republique – Text: Marie-Joseph Chénier
- Hymne pour le festival le 22. semptembre – Text: Leclerc

Kammermusik
- 6 Quartette op. 1 für Streicher (alternativ Flöte/Oboe)
- 4 Divertimenti op. 3 für Cembalo und Streicher
- 6 Trios für Cembalo obligato, Violine und Violoncello (1766)
- 6 Notturni (1768)

Politische Lieder und Hymnen
- Prière pour le roi (1793)
- Chant funèbre (1794)
- Hymne à l’agriculture (1796)
- Anniversaire de la fondation de la République (1798)
- Chant trimphal (1798)
- Chant d’allégresse (1801)

Lieder und Romances (Arrangements für Gesang und Klavier)
- Airs du Droit du seigneur, 3 romances nouvelles (1784), darin Plaisir d’amour
- Petites airs de chant (1785)
- Rondes, ariettes & romances (1792)
- 4e recueil de petits airs de chant (1794)
- Arcabone magicienne
- Scène héroique, ou Cantate sur le mariage de Sa Majesté l’Empereur Napoleon avec S.A. (1810)
- Hymne à Apollon (1811)
- Cantata (1815)
- Plaintes de Maria Stuart

Pädagogische Werke
- Mélopée moderne, ou L’art du chant réduit en principes
- Plan d’institution d’une musique et éducation nationale
- Ecole d’orgue
- Traité élémentaire d’harmonie et de composition

## Ehrungen
Der Impasse Martini, eine kleine Seitengasse im 10. Arrondissement von Paris, wurde ihm zu Ehren benannt.
Martinis Geburtsstadt Freystadt beging anlässlich des 200. Todestages das Jahr 2016 als Martini-Jahr.

## Rezeption
Der Schriftsteller Hans Regensburger veröffentlichte 2016 den historisch-biografischen Roman Plaisir d’amour über das Leben Martinis.

## Aufnahmen/Tonträger
- Jean-Paul-Égide Martini: Requiem pour Louis XVI. et Marie Antoinette. Corinna Schreiter, Martin Platz, Markus Simon, Festivalchor Musica Franconia, La Banda, Wolfgang Riedelbauch (Dir.). Christophorus CHR 77413, 2016 (CD).[5]
- Jean-Paul-Égide Martini: Requiem pour Louis XVI.  Adrianna Gonzales, Julien Behr, Andreas Wolf, Le Concert Spirituel, Hervé Niquet (Dir.). Chateau de Versailles Spectacles CVS 022, 2019 (CD).[6]